# Jamie Gerstenberg
Jamie Marie Gerstenberg (* 11. Dezember 2002 in Berlin) ist eine deutsche Fußballtorhüterin.

## Karriere
Jamie Gerstenberg begann ihre Karriere beim Birkenwerder BC 08. Im Jahr 2016 schloss sie sich dem 1. FFC Turbine Potsdam an. Zur Saison 2018/19 stieg sie in den Kader der ersten Mannschaft auf. Zudem steht sie auch der zweiten Mannschaft von Turbine Potsdam zur Verfügung. Ihr Debüt für die Zweitvertretung gab sie in der Saison 2019/20 am 18. August 2019 beim 4:0-Heimsieg gegen den 1. FC Saarbrücken. In derselben Saison kam sie unter Trainer Matthias Rudolph zu ihrem Debüt in der ersten Mannschaft. Am 30. Mai 2020 stand sie beim Bundesliga-Spiel gegen den SC Freiburg, welches mit 3:2 verloren ging, zum ersten Mal für die erste Mannschaft des 1. FFC Turbine Potsdam im Tor.